# 哥倫比亞鎮區 (密歇根州范布倫縣)
哥倫比亞鎮區（英語：Columbia Township）是位於美國密歇根州范布倫縣的一個行政鎮區。

## 地方資料
哥倫比亞鎮區的面積為91.80平方千米，當中陸地面積為88.30平方千米，而水域面積為3.50平方千米。根據2020年美國人口普查的數據，當地共有人口2546人，而人口密度為每平方千米27.73人。